# Hadjina pyroxantha
Hadjina pyroxantha är en fjärilsart som beskrevs av George Francis Hampson 1902. Hadjina pyroxantha ingår i släktet Hadjina och familjen nattflyn. Inga underarter finns listade i Catalogue of Life.